# 원통도서관
원통도서관은 강원특별자치도 인제군의 도서관이다.